# Caerleon

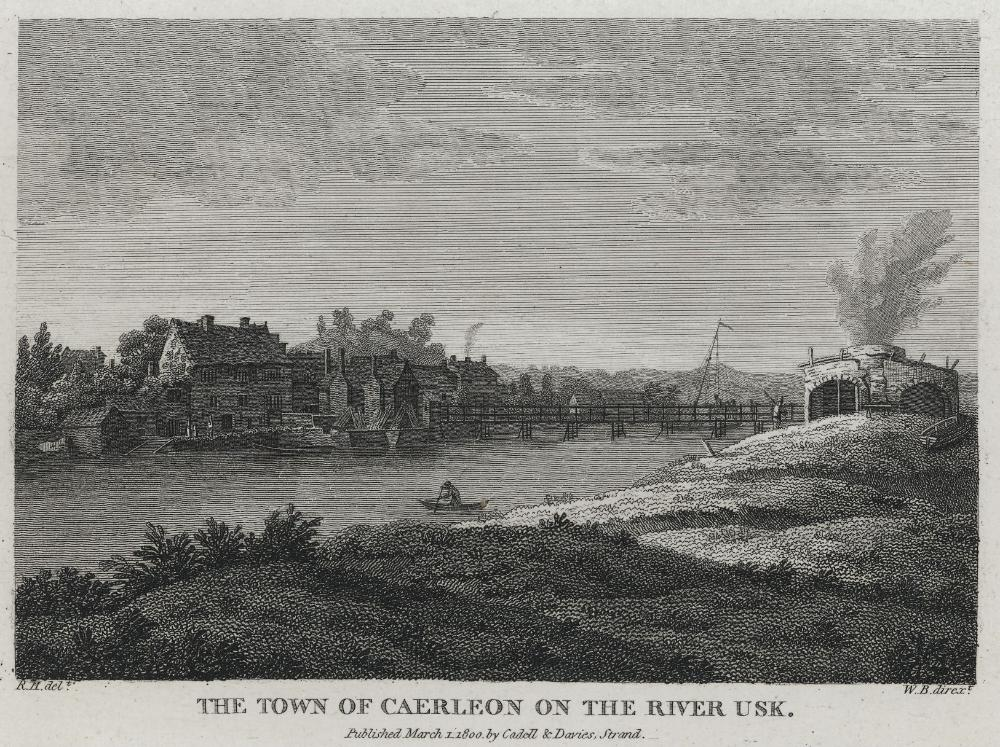
Caerleon um 1800

Caerleon (walisisch: Caerllion-ar-Wysg) ist ein Dorf am Ufer des Usk im Norden der City of Newport in Wales. In dem Dorf befanden sich Teile der Universität von Wales in Newport, bis sie 2016 geschlossen wurde. Ab 2011 hatte es 8,747 Einwohner. Bis ins 19. Jahrhundert, als in Newport die Schiffswerften ihren Aufschwung hatten, war Caerleon ein wichtiger Hafen am Usk mit eigener Werft am rechten Flussufer, westlich der heutigen Brücke. Sie stellte gleichzeitig die Grenze der Schiffbarkeit für Segelschiffe auf dem Fluss dar. Die Brücken standen an der alten römischen via praetoria, bis nach dem Zusammenbruch einer Brücke 1772 durch einen verheerenden Sturm ein Neubau an anderer Stelle erfolgte. Heute hat Caerleon vor allem wegen seiner historische Bedeutung und wegen seines Einzelhandels touristische Bedeutung. In dem Dorf befinden sich mehrere historische Pubs, z. B. Ye Olde Bull Inn, der seit dem 15. Jahrhundert besteht, oder das seit 1565 bestehende The Hanbury Arms.

## Caerleon zur Römerzeit

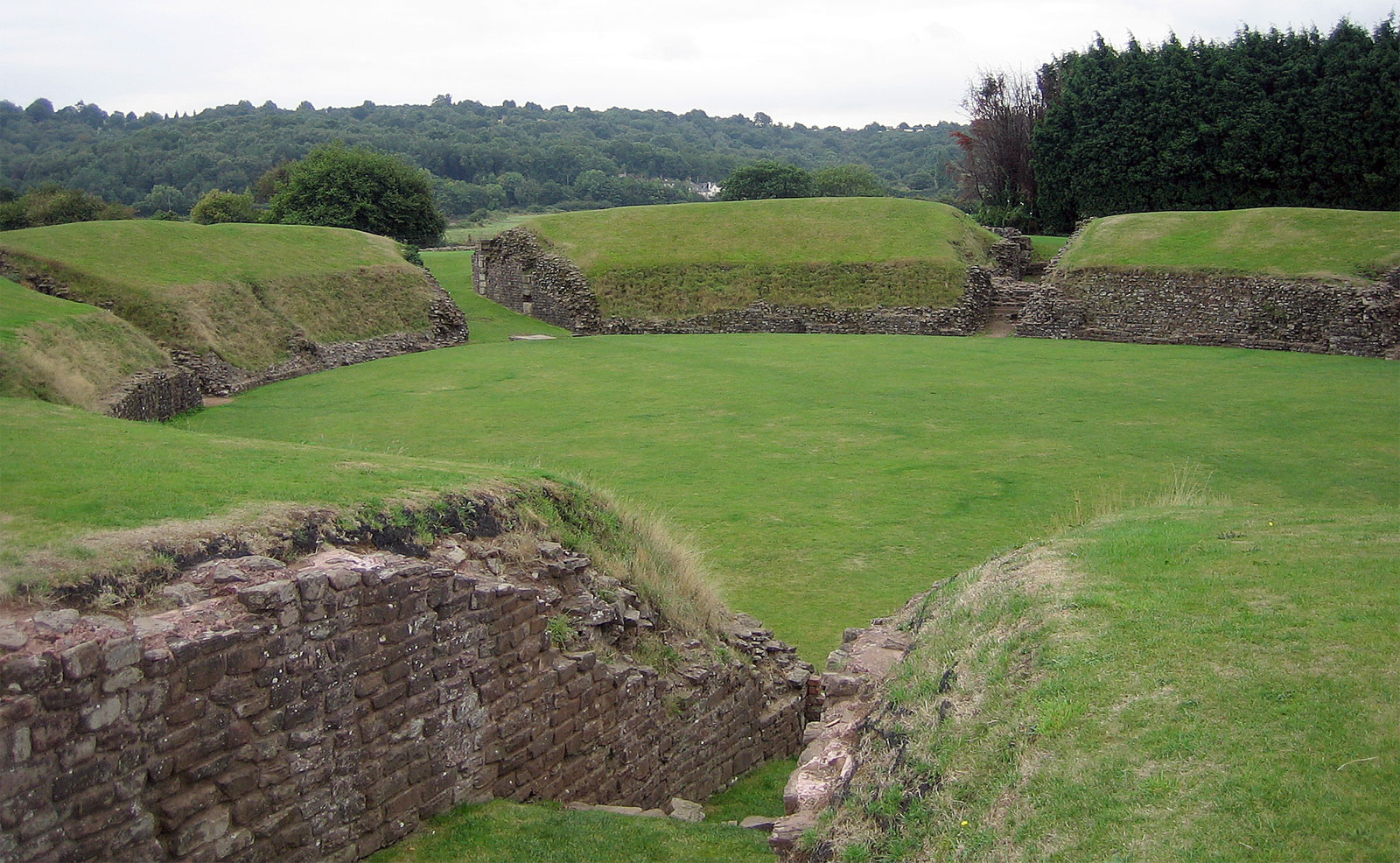
Amphitheater

Caerleon war zur Römerzeit Standort eines römischen Legionslagers. Es war vom Jahre 75 bis 300 n. Chr. das Hauptquartier der Legio II Augusta. Zuvor lag hier ein eisenzeitlicher Burgwall. Der Name Caerleon wird auf den walisischen Begriff für „Legionslager“ zurückgeführt. Die Römer selber bezeichneten ihn als „Isca Silurum“, nach dem keltischen Stamm der Silurer, die am Usk siedelten.

## Ort christlicher Märtyrer?
Der Mönch Beda Venerabilis erwähnt in der „Historia ecclesiastica gentis Anglorum“, dass zwei Christen mit Namen Aaron und Julius etwa zur Zeit des ersten englischen Märtyrers St. Alban wegen ihres Glaubens in „legionem urbis“, der „Stadt der Legionen“, gefoltert und getötet wurden. Nach heutigem Stand der Forschung kann es sich bei dieser Stadt  um Caerleon, Chester oder Leicester gehandelt haben.

## Caerleon und König Arthur

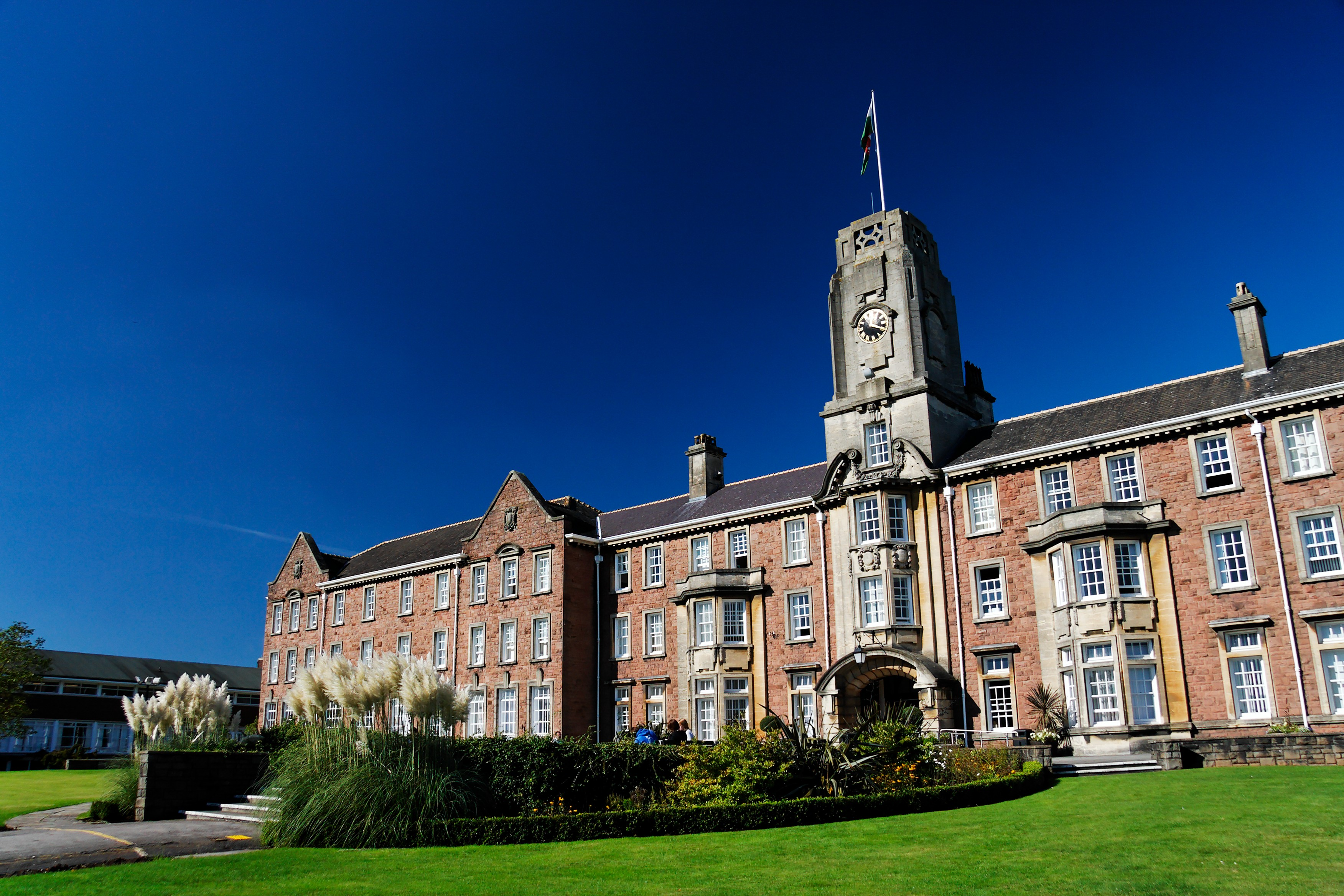
Universität von Südwales, Caerleon Campus

Caerleon ist einer der Orte, der als das  Camelot König Arthurs identifiziert wurde. In der Sage Kulhwch ac Olwen („Kulhwch und Olwen“) wird ein Ort Celli Wig als Ausgangspunkt der Abenteuer Arthurs und seiner Gefährten genannt. Geoffrey von Monmouth bringt erstmals Celli Wig mit Caerllion in Verbindung, Wace und Layamon schließen sich dieser Ansicht an, dass Caerllion der Sitz des Arthurshofes war. Sir Thomas Malory, der später das Material über Arthur überarbeitete, sprach vom Krönungsort in „Carlion“.
Es wird vermutet, dass die Überreste des Amphitheaters, die über die Jahrhunderte immer sichtbar waren, die Tafelrundensage unterstützten. Der Name Camelot taucht erst bei Chrétien de Troyes auf. Auch später zog Caerleon Schriftsteller an, die sich mit der Arthursage literarisch auseinandersetzten. Alfred Lord Tennyson  schrieb die „Idylls of the King“ in einem Haus hoch über dem Usk, das heute das „Hanbury Arms“ Pub beherbergt. Michael Morpurgo lokalisiert in dem Roman „Arthur, König in Britannien“ das Schloss, in dem Arthur Inzest mit seiner Halbschwester Morgaine begeht, in Caerleon.

## Caerleon im Mittelalter
Gegen Ende des 11. Jahrhunderts wurde das walisische Königreich Gwent von den Normannen erobert. In Caerleon errichteten die Eroberer zur Sicherung ihrer Herrschaft Caerleon Castle. Während eines walisischen Aufstands nach dem Tod des englischen Königs Heinrich I. 1136 konnten Morgan und Iorwerth ab Owain, zwei Enkel von Caradog ap Gruffydd, des letzten walisischen Königs von Gwent die Burg erobern. Caerleon wurde dadurch zum Mittelpunkt einer walisischen Herrschaft unter lockerer anglonormannischer Oberhoheit. Die Burg war häufig zwischen Walisern und Anglonormannen umkämpft. Um 1175 gründete Iorwerth oder sein Sohn Hywel ab Iorwerth die Zisterzienserabtei Llantarnam Abbey nordwestlich der Burg. 1270 besetzte Gilbert de Clare endgültig die Herrschaft und vertrieb den letzten walisischen Lord Maredudd ap Gruffudd. Nach dem Tod von Gilbert de Clare, 7. Earl of Hertford fiel Caerleon 1322 an Hugh le Despenser. Nachdem dieser 1326 als Verräter hingerichtet worden war, fielen Burg und Stadt an die Krone. 1466 wurde William Herbert, 1. Earl of Pembroke zum königlichen Steward von Usk und Caerleon ernannt.

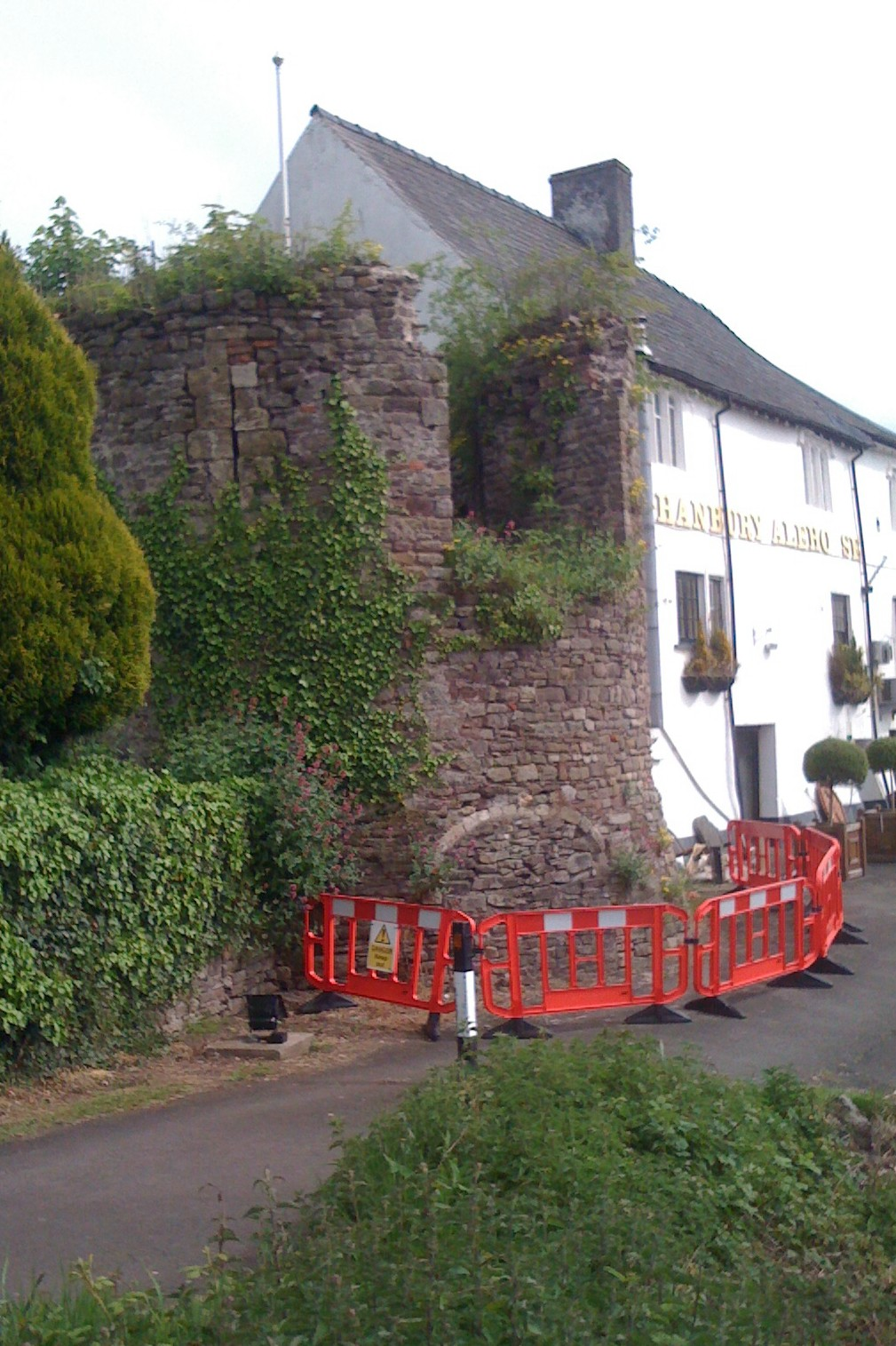
Der Hanbury Tower

## Sport
Die Stadt hat einen Fußballverein (Amateur-Fußballverein Caerleon) und zwei Rugby-Verein (Rugby-Fußballverein Gymnasium-Newport Old Boys und Rugby-Fußballverein Caerleon).
In der Stadt fand ein Teil des Ryder Cup 2010 statt, der Newport Halbmarathon, die Tour de Gwent, die Tour of Britain 2017, und die Tour of Britain 2018.

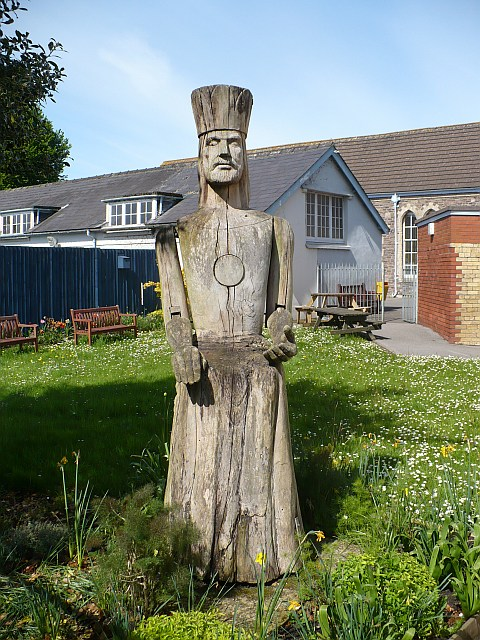
Holzschnitzerei von König Arthur vom Caerleon Arts Festival.

## Caerleon Arts Festival

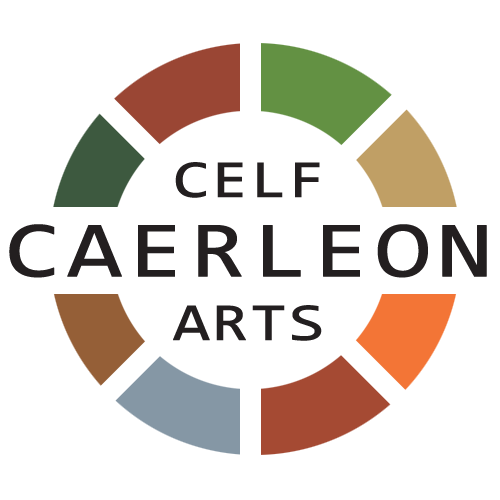
Das Logo des Festivals.

Jedes Jahr im Juli findet in der Stadt ein Kunstfestival statt, an dem zuvor Holzbildhauer und Künstler aus aller Welt teilgenommen haben. Skulpturen werden dann in der Stadt als lokale Wahrzeichen aufbewahrt. Jedes Jahr im Juli findet eine Nachstellung des römischen Militärs mit voller Rüstung und Waffen statt. Es gibt auch literarische Festivals, Speisen- und Getränkeausstellungen und Aufführungen der bildenden Kunst.

## Söhne und Töchter der Gemeinde

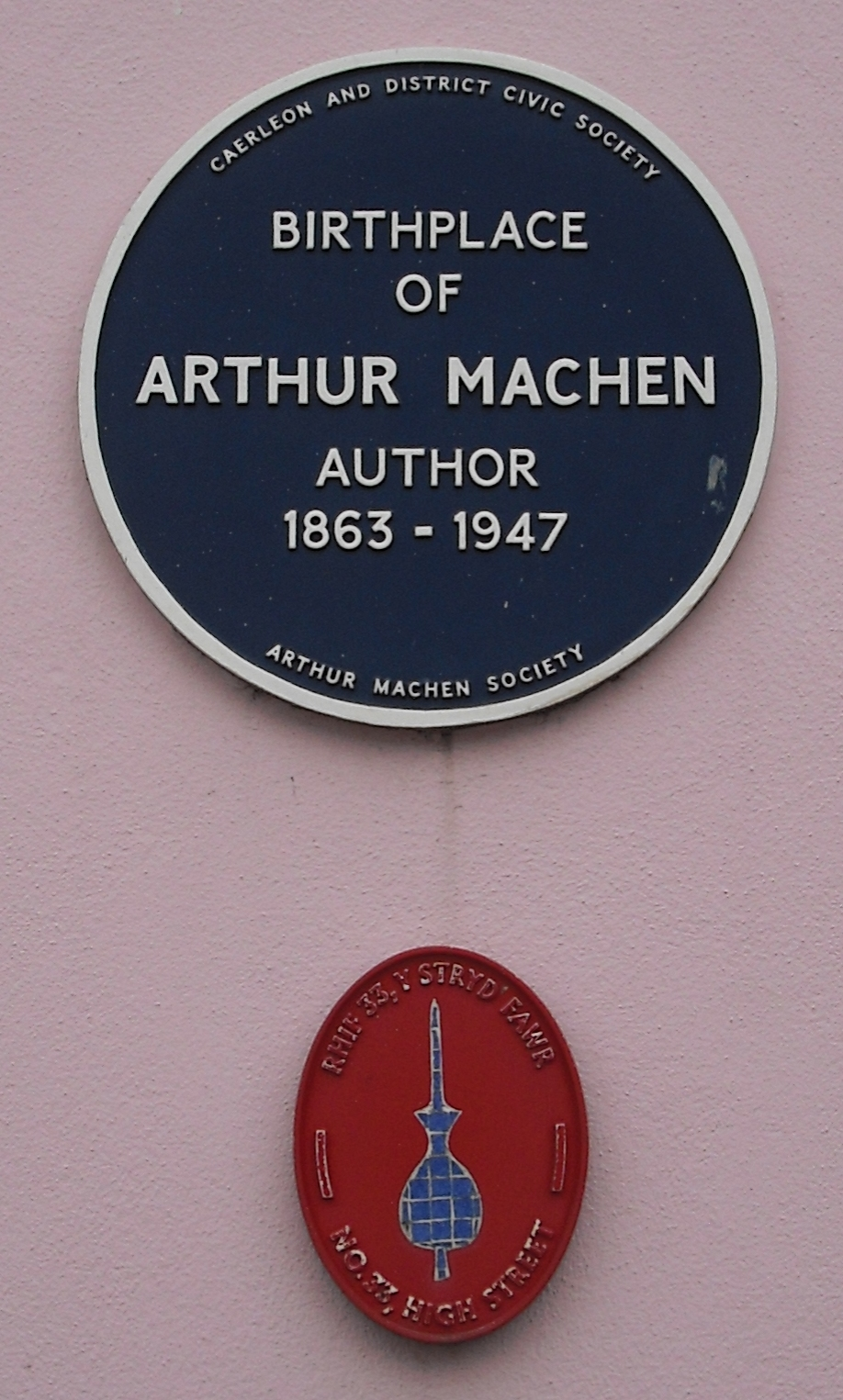
Die Residenz vor Arthur Machen (1863–1947)

- Die Residenz vor Arthur Machen (1863–1947)Arthur Machen (1863–1947), ein walisischer Autor phantastischer Geschichten
- Jack Austin (1917–1993), Pionier des interreligiösen Dialogs und Autor
- Gary Hocking (1937–1962), rhodesischer Motorradrennfahrer
- James May (* 1963), Moderator und Journalist
- The Darling Buds (1986–1993), eine Indie-Rock-Band
- Banita Sandhu (* 1997), Schauspielerin